# Cleora fieldi
Cleora fieldi är en fjärilsart som beskrevs av Fletcher 1953. Cleora fieldi ingår i släktet Cleora och familjen mätare. Inga underarter finns listade i Catalogue of Life.